# 藤原惟常
藤原 惟常（ふじわら の これつね）は、平安時代後期の豪族である奥州藤原氏の一族。父は初代当主・藤原清衡。母は清原氏の娘とされている。初名は家清、または惟衡と推測されており、小館 惟常（こだち これつね）の名で知られている。
父の死後、奥州藤原氏の当主の座を巡って異母弟である藤原基衡と争い、敗死した。

## 「小館」の意味
当時、家の長子は親元を離れて独立した屋敷を構えるという慣習があり、またその屋敷は「小館」と呼ばれ、その屋敷の主も跡継ぎを意味する「小館」の尊称で呼ばれていた。惟常もこの慣習に倣い、「小館（小舘）」と称され独自の屋敷を構える立場にあった。対して異母弟の基衡は「御曹司」と称され、清衡と同じ屋敷に住んでいたといわれている。今でこそ、「御曹司」という言葉は跡取りの意味合いが強いが、当時は「そこに住まう人」や「居候」という意味だった。後に平泉に身を寄せた源義経が「御曹司」と称されたのも後者の意味合いによるものである。この観点から言えば、正当な家督相続者は惟常で基衡は簒奪者だった。

## 異母弟・基衡との争乱と最期
源師時の日記『長秋記』には、清衡死後の大治4年（1129年）の出来事として、惟常と基衡との争乱が記録されている。それによると、基衡は惟常の「国館」を攻め、異母弟の圧迫に耐えかねた惟常は小舟に乗って子供を含め二十余人を引き連れて脱出し、越後国に落ち延びて基衡と対立する他の弟と反撃に出ようとするが、基衡は陸路軍兵を差し向け、逆風を受けて小舟が出発地に押し戻された所を惟常父子らを斬首したという。大治5年（1130年）6月8日のことである。
この争乱の詳細は『長秋記』が記すのみで、平泉側（奥州藤原氏側）からの記録は発見されていない。またこの内乱の背景には単なる兄弟間の家督争いだけでなく、清原氏の娘を母に持つ惟常を担ぐ家臣団と、安倍氏の娘を母に持つ基衡を担ぐ家臣団、この二つの勢力の争いがあったということが第一に考えられている。